# Cerro Colorado (vulcão)
Cerro Colorado é um estratovulcão que se encontra no norte Chile a 7 km (4 mi) oeste da fronteira com a Bolívia e aproximadamente a mesma distância a sudoeste do Putana (vulcão).
Cerro Colorado está localizado imediatamente a oeste do Cerro Curiquinca e noroeste do vulcão Escalante (El Apagado); Todas as três montanhas são consideradas parte do grupo vulcânico Sairecabur.

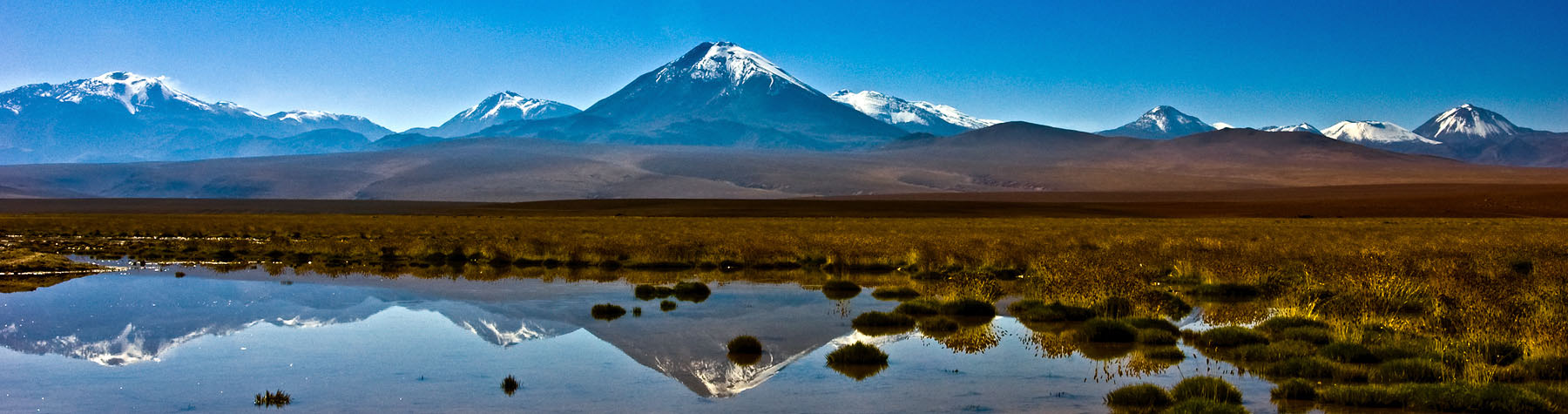
Visto do Vado de Putana "bofedal", FLTR: Vulcão Putana, Curiquinca, Cerro Colorado, Escalante, Cerro Ojos del Toro, Cerro Saciel e Sairécabur. Localização da câmera: 22°35′30.31″S 68°0′19.89″W. Posição: 115°